# Мандеи

Мандеи за молитвой, Иран

Мандеи (происходит от арамейского manda — «знание», то есть то же, что и греч. gnosis — «гностики») — этнорелигиозная группа, живущая на Ближнем Востоке, распространённая, в основном, на территории Ирака.
Религия мандеев — мандеизм — одна из двух сохранившихся до наших дней гностических религий (вторая — езидизм).

## Язык и письмо
Священные тексты мандеизма записаны на классическом мандейском языке — диалекте арамейского языка. Современные мандеи говорят на новомандейском языке. Для обоих языков используется особое мандейское письмо, созданное предположительно между II и VII веками из курсивной формы арамейского письма или из парфянского канцелярийного шрифта.

## Положение в обществе
Сами мандеи называют себя «сабба», то есть «крестящиеся»; это самоназвание в Ираке смешивают с «сабиями» (последователями одной из трёх, наряду с христианством и иудаизмом, монотеистических религий, признаваемых Кораном). Это последнее обстоятельство даёт повод мусульманам признавать их монотеистами и не подвергать сектантов религиозным гонениям. Иногда мандеев называют «назореями» — сами мандеи так называют только лиц, отличающихся особенным благочестием.

### Мандеи в Ираке
Мандеи проживают преимущественно на юге Ирака. Но в последнее время они подвергаются гонениям, и их численность в Ираке сократилась до 7000 человек (2010).